# Resident Evil 4 (відеогра, 2023)
Resident Evil 4 — відеогра в жанрі survival horror, розроблена й видана Capcom. Вона є ремейком багатоплатформової однойменної відеогри 2005 року, яка також розроблена Capcom. Сюжет розгортається через шість років після подій другої та третьої частин і оповідає про американського урядового агента Леона С. Кеннеді, який вирушає до іспанського селища, де править жорстокий культ, щоб врятувати Ешлі Ґрем, доньку президента Сполучених Штатів. Гравець керує персонажем від третьої особи та використовує холодну й вогнепальну зброю, щоби протистояти ворогам.
Розробкою керували співдиректори Казунорі Кадої та Ясухіро Ампо, які замінили оригінального директора Сіндзі Мікамі. Capcom прагнула переосмислити оригінальний проєкт зі збереженням його сутності, а також модернізувати й удосконалити різні його аспекти. Унаслідок цього студія переробила візуальну складову та оновила ігровий процес, додавши деякі нові механіки. Хоча ремейк має той самий синопсис, що й оригінал, певні елементи історії було змінено. Персонажі також зазнали змін, включно з їхніми особистостями та відносинами між ними, на яких було зроблено більший акцент. Крім того, команда найняла нових акторів озвучування й оновила звуковий дизайн загалом. Capcom використала ігровий рушій RE Engine для розробки ремейку.
Resident Evil 4 була випущена для PlayStation 4, PlayStation 5, Windows та Xbox Series X/S у березні 2023 року. Вона отримала загальне визнання критиків, які похвалили візуальне оформлення, оновлений ігровий процес, а також розширення сюжетних елементів і персонажів. У вересні було випущено доповнення Separate Ways, яке оповідає про Аду Вонґ. Версії ремейку для iOS, iPadOS та macOS були випущені пізніше в грудні. Гра здобула кілька номінацій, включно з Golden Joystick Awards та The Game Awards, а також потрапила до списків найкращих ігор 2023 року від численних видань. Її загальні продажі становлять понад 7 мільйонів копій станом на березень 2024 року.

## Ігровий процес

Крім модернізованих та удосконалених аспектів ігрового процесу, ремейк має кілька нових механік, як-от ухилення від ворожих атак за допомогою ножа

Resident Evil 4 є ремейком однойменної відеогри 2005 року, що має перспективу від третьої особи «з-за плеча». Гравець керує Леоном С. Кеннеді більшу частину проходження і виконує завдання з порятунку Ешлі Ґрем в іспанському селищі. В одному із сюжетних сегментів гравець керує Ешлі, а в доповненні Separate Ways — Адою Вонґ. Під час пересування лінійними рівнями гравець використовує холодну й вогнепальну зброю, щоби боротися з різними ворогами, включно з місцевими жителями, які можуть ухилятися від атак, володіти таким озброєнням, як бензопили та метальна зброя, і здатні працювати колективно, а також перетворюватися на химерних монстрів.
Ремейк має оновлений ігровий процес, включно з управлінням та бойовою механікою. Штучний інтелект ворогів було вдосконалено, а варіативність їхніх атак збільшена. Попри те, що Ешлі більше не має показника здоров'я, вороги все ще можуть знерухомити її, після чого гравець має допомогти їй піднятися. Гра передбачає головоломки, кількість яких було збільшено, перероблені бої із босами та побічні квести, за виконання яких видаються ігрові цінності для обміну з торговцем. У нього ж гравець може придбати зброю, броню та рецепти для створення припасів, а також скористатися такими послугами, як поліпшення та ремонт озброєння. У грі інвентар представлений у вигляді портфеля, і гравець може отримати кілька з них; кожен портфель має певні пасивні ефекти й може бути прикрашений брелоками, які дають додаткові ефекти. Короткочасні події також були оновлені, а їх кількість суттєво зменшена шляхом інтеграції в ігровий процес, зокрема, через механіку ухилення. Ігровий процес Separate Ways має кілька унікальних механік, включно з гаком-пістолетом, який Ада може використовувати як у бою, так і для переміщення локаціями, та сканером, що допомагає відстежувати сліди та вирішувати головоломки.
Гра має кілька рівнів складності, опції спеціальних можливостей та фоторежим. Після завершення основної сюжетної кампанії гравець може скористатися режимом «Нова гра плюс», щоб розпочати її проходження спочатку з усіма здобутими предметами та поліпшеннями. У грі присутня рейтингова система, яка ґрунтується на обраному рівні складності та часу, витраченому на проходження. Залежно від кінцевих результатів, гравець нагороджується зброєю, костюмами та аксесуарами. Крім того, гравець отримує спеціальні бали за виконання різноманітних ігрових випробувань і може витратити їх у внутрішньоігровому магазині для купівлі 3D-моделей персонажів, концепт-артів тощо. Ігровий процес передбачає наявність мікротранзакцій для прискорення процесу поліпшення зброї.

## Синопсис
Resident Evil 4 розгортається у 2004 році, через шість років після подій у Resident Evil 2 (2019). Леон С. Кеннеді, американський урядовий агент, отримує завдання врятувати доньку президента США, Ешлі Ґрем, яка була викрадена таємничим культом і знаходиться у віддаленому іспанському селищі. Під час дослідження селища Леон стикається з місцевими жителями, які заражені паразитом, що контролює розум. Леон повинен перемогти лідера культу Осмунда Саддлера й розкрити правду про їхню зловісну змову, водночас намагаючись врятувати Ешлі та зберегти власне життя.

### Головні відмінності сюжету від оригіналу
1) Більш детально показана історія та мотивація Луїса Серри, одного з героїв гри. У ремейку, він народився в селищі Вальделобос (місце дії гри). Його матір померла при пологах, тож його виховував дідусь. Одного разу на ловах, дідусь заразився паразитом і невдовзі помер. Після тих подій Луїс зник з села. Він вивчився в університеті та почав працювати дослідником у європейському відділі корпорації "Амбрелла", де розробив кілька ліків та препаратів. Незадовго до закриття корпорації, він звільнився і повернувся до рідних країв, де вже хазяйнував культ Лос Іллюмінадос. Його завербували дослідником і він допоміг винайти посилену версію паразита Плаги. Але з часом він зневірився у меті культу і втік, прихопивши з собою Бурштин, у якому побачив небезпечний потенціал і за яким полює Альберт Вескер, для чого й послав Аду Вонг
2) Ешлі дізнається що заражена паразитом від Луїса під час проявлення симптомів після сутички на віллі. В оригіналі Ешлі дізнається що заражена паразитом від Саддлера у церкві, а симптоми зараження проявляються у замку.
3) Є взаємодія з Луїсом у підземеллях замку. Також Луїс дає Леону дві дози інгібітора, що сповільнює ріст паразита(одну дозу Леон вводить собі, іншу Ешлі на острові). Разом з Луїсом Леон бореться проти двох Ель Гіганте та проходть шлях вагонеток. У оригіналі Леон проходить усі ці етапи сам.
4) Зустріч з Джеком Краузером відбувається у замку, а не на острові як в оригіналі. Також, від його руки гине Луїс, якого в оригіналі вбиває Саддлер.
5) Змінена мотивація Джека Краузера. В ремейку він, травмований подіями у Південній Америці (де був разом з Леоном), став одержимий ідеєю безмежної сили, для чого і увійшов до культу Лос Іллюмінадос та став слугою Саддлера. Він викрав Ешлі, щоб план Седдлера здійснився. В оригіналі він разом з Адою Вонг працював на Альберта Вескера. З метою викрадення зразка паразита, він увійшов до культу і викрав Ешлі щоб заслужити довіру Саддлера.
6) Босс U-3 відсутній у основній грі. На відміну від оригіналу, він з'являється у доповненні Separate Ways.
7) Частково розкривається історія Осмунда Саддлера. У оригіналі про нього майже нічого не відомо. У ремейку він є нащадком ганадо (заражені паразитом люди), які були вигнані з материкової частини Іспанії, на острів. З часом, Седдлер набрав достатньо могутності для рішучих дій. Він втерся у довіру до кастеляна Рамона Салазара та заразив його Плагою. Той у свою чергу заразив плагою жителів селища, разом з Біторезом Мендесом.
8) У доповненні Separate Ways, Ада Вонг заражається різновидом Плаги, що згодом стає її додатковою мотивацією.
9) У ремейку, вибух на острові - справа рук Вескера. Також, показано що Вескер забрав труп Краузера для своїх дослідів.

## Розробка
Resident Evil 4 була розроблена Capcom на чолі зі співдиректорами Казунорі Кадої та Ясухіро Ампо. Раніше вони брали участь в розробці минулих частин серії Resident Evil, включно з першою грою 1996 року, Outbreak (2003), а також Resident Evil 5 (2009) і Revelations 2 (2015), директором яких був Ампо. Крім того, Кадої та Ампо були співдиректорами ремейку Resident Evil 2. Вони спочатку вагалися стосовно роботи над ремейком Resident Evil 4, адже вважали його складним завданням через статус оригінальної гри як «шедевра». До команди розробників також входили продюсер Йосіакі Хірабаясі, який був провідним дизайнером катсцен оригінальної гри, сценарист Меттью Костелло, дизайнер Хідехіро Ґода, програміст Масатосі Фукудзава, художник Хірофумі Накаока та співкомпозитори Кота Судзукі та Нозомі Омото; Ґода і Масатосі раніше працювали над ремейком другої частини, обіймачи ті ж посади.
Розробка почалася приблизно у 2018 році студією M-Two, яка допомагала з ремейком третьої частини 2020 року. Capcom передала проєкт своїй внутрішній студії Division 1 на початку 2021 року, а чимало розробників, які працювали над ремейком другої частини, приєдналося до решти команди. Capcom уважно дослідила оригінальну гру і взяла до уваги відгуки гравців стосовно переваг та недоліків попередніх ремейків. Команда прагнула переосмислити проєкт «як на глибшому, так і ширшому рівні [...] зі збереженням сутності напряму», водночас модернізувавши різні його аспекти. Студія дещо переробила оригінальну сюжетну історію з огляду на попередні частини Resident Evil 5 та Biohazard (2017). Розробники приділили особливу увагу відносинам між персонажами й хотіли зробити більший акцент на цьому. Сюжетна лінія Ешлі Ґрем була розширена в такий спосіб, щоб у ній оповідалося «не лише про порятунок та втечу». Capcom також змінила особистість персонажа, щоб зробити Ешлі реалістичнішою і посилити взаємодію між нею та Леоном. Команда додала нові аспекти до ігрового процесу та оптимізувала або оновила деякі механіки, як-от екіпірування, швидкий поворот та міцність ножа; на думку Кадої, додання показника міцності ножа сприяло підтримці напруженості під час боїв. Capcom також додала механіку стелса, оскільки вважала, що оригінальній грі не вистачало розмаїття поза відкритим боєм.
Працюючи над художнім дизайном, команда зосередилася на тінях і силуетах, щоби передати «сутність жаху», замість того, щоби просто зробити середовище темнішим. Capcom переробила 3D-моделі персонажів, включно з Ешлі, зовнішність якої була змодельована за образом нідерландської моделі Елли Фреї; Леон та Ада Вонґ були створені з використанням їх 3D-моделей із ремейку другої частини. Звуковий директор Хіросі Тамура сказав, що команда прагнула знайти баланс між збереженням оригінального звучання та створенням сучасного й реалістичнішого звукового дизайну. Звукові ефекти були здебільшого відтворені наново, тоді як деякі звуки були аранжовані або модифіковані з оригіналу. За словами Судзукі, приблизно 30 % композицій містять мелодію або аранжовані оригінальні фрагменти, а звучання певних композицій було дещо змінено. Студія запросила нових акторів для англійського озвучування, включно з Ніком Апостолідесом, Женев'єв Бюхнер, Андре Пеною, Лілі Ґао і Крістофером Джейном, які виконали ролі Леона, Ешлі, Луїса Серри, Ади та Осмунда Саддлера відповідно; Апостолідес уже озвучував Леона в ремейку Resident Evil 2, тоді як Ґао виконувала роль Вонґ у художньому фільмі «Оселя Зла: Вітаємо у Раккун-Сіті» (2021). Для японської версії було залучено кілька акторів, що раніше вже брали участь в озвучуванні персонажів Resident Evil у різній продукції, як-от Тосіюкі Морікава та Дзюнко Мінаґава, які озвучили Леона та Аду відповідно.
Resident Evil 4 створена на основі ігрового рушія RE Engine, який студія використовувала для всіх ігор Resident Evil, починаючи з Biohazard. Ремейк має підтримку трасування променів, технології масштабування зображення FSR від AMD. Розробники використали особливості консолі PlayStation 5, включно з технологією об'ємного звуку Tempest 3D AudioTech, і тактильний зв'язок та адаптивні гачки контролера DualSense. Після критики ефектів дощу в маркетингових відеоматеріалах, Хірабаясі заявив про їх перероблення в патчі першого дня. Capcom додала кілька рівнів захисту від несанкціонованого злому, включно з Denuvo; у травні 2023 року було повідомлено, що захист було зламано.

## Маркетинг й випуск
Повідомлення щодо ремейку Resident Evil 4 вперше з'явилися у квітні 2020-го. Його анонс відбувся 2 червня 2022 року під час презентації State of Play, де було показано дебютний трейлер.  13 червня Capcom провела власну презентацію, на якій продемонструвала кадри ігрового процесу. У жовтні було представлено сюжетний трейлер і розширене відео ігрового процесу. Того ж місяця Capcom анонсувала спеціальне видання з кількома ігровими предметами, як-от зброя і костюми, а також колекційне видання із цифровими та фізичними предметами, включно із саундтреком та артбуком. Водночас було відкрито передзамовлення для обох видань, яке надавало доступ до деяких бонусних ігрових предметів. У лютому 2023 року було показано черговий трейлер, а на початку березня випущено гру в альтернативній реальності Baby Eagle Is Missing, що була представлена як вебсайт із завданнями-головоломками та оповідає передісторію до подій у ремейку. 9 березня Capcom представила демоверсію вступної частини гри. До випуску ремейку Nippon Animation створила серію коротких відео «Кінотеатр шедеврів Resident Evil» у стилі аніме, які є пародією на цикл телевізійних аніме-серіалів «Кінотеатр світових шедеврів»
Гра була випущена 24 березня 2023 року для PlayStation 4, PlayStation 5, Windows та Xbox Series X/S. 7 квітня Capcom випустила безплатний завантажуваний вміст з ігровим режимом «Найманці» (англ. The Mercenaries). 21 вересня вийшло доповнення Separate Ways, події якого розгортаються паралельно з основною кампанією та оповідають про Аду Вонґ. Того ж дня саундтрек до Resident Evil 4 було випущено окремо на стримінгових платформах, як-от Apple Music та Spotify, а також у цифровому магазині Steam. 8 грудня Capcom випустила режим віртуальної реальності для PlayStation VR2. Версії ремейку для iOS на iPhone 15 Pro та iPadOS на iPad із системою не нижче за M1, а також версія для macOS були випущені пізніше 20 грудня. У лютому 2024 року вийшло оновлене спеціальне видання, яке крім деяких ігрових предметів також містить Separate Ways.

## Сприйняття

### Оцінки й відгуки

#### Resident Evil 4
| Агрегатор  | Платформа | Оцінка |
| ---------- | --------- | ------ |
| Metacritic |           |        |
| PS5        | 93/100    |        |
| Win        | 91/100    |        |
| XSXS       | 91/100    |        |
| OpenCritic |           |        |
| Н/Д        | 98 %      |        |

| Видання               | Платформа | Оцінка |
| --------------------- | --------- | ------ |
| Destructoid           |           |        |
| PS5                   | 7.5/10    |        |
| Digital Trends        |           |        |
| PS5                   | 4.5/5     |        |
| Famitsu               |           |        |
| Н/Д                   | 37/40     |        |
| Game Informer         |           |        |
| PS5                   | 9.5/10    |        |
| GameRevolution        |           |        |
| PS5                   | 9/10      |        |
| GameSpot              |           |        |
| PS5                   | 10/10     |        |
| GamesRadar+           |           |        |
| PS5                   | 4.5/5     |        |
| IGN                   |           |        |
| PS5                   | 10/10     |        |
| PC Gamer (США)        |           |        |
| Win                   | 80/100    |        |
| PCGamesN              |           |        |
| Win                   | 8/10      |        |
| Push Square           |           |        |
| PS5                   | 10/10     |        |
| The Telegraph         |           |        |
| PS5                   | 5/5       |        |
| The Guardian          |           |        |
| XSXS                  | 5/5       |        |
| Video Games Chronicle |           |        |
| PS5                   | 5/5       |        |
| VG247                 |           |        |
| PS5                   | 5/5       |        |

Resident Evil 4 отримала «загальне визнання» за даними агрегатора рецензій Metacritic. Агрегатор OpenCritic позначив 98 % оглядів як такі, що рекомендують гру. Ремейк отримав високі оцінки за візуальне оформлення, оновлений ігровий процес, а також розширення сюжетних елементів і персонажів. Критики зазначили, що Capcom якісно відтворила аспекти оригінальної гри, модернізувавши та об'єднавши їх із новими елементами. Курт Індовіна з GameSpot заявив, що гра підняла планку того, як повинен виглядати хороший ремейк, а Джованні Колантоніо з Digital Trends припустив, що гра створила новий стандарт для майбутніх частин Resident Evil. Проте, кілька оглядачів висловили сумніви в тому, що оригінальна Resident Evil 4 потребувала оновлення, у той час як Майкл Маквертор із Polygon написав, що ремейк може свідчити про необхідність нового підходу, оскільки деякі його аспекти здаються тривіальними. Сіндзі Мікамі, директор і сценарист оригінальної Resident Evil 4, заявив, що був задоволений ремейком.
Ліам Крофт із Push Square охарактеризував ремейк як «остаточну» версію оригінальної гри та припустив, що той залишатиметься актуальним протягом багатьох років. Бен Рейнер із Digital Spy описав гру як кульмінацію всіх ідей, закладених у серію, а Патрік Клепек із Vice назвав її «святкуванням минулого», додавши: «[Ремейк] стоїть на плечах ігрового шедевра й намагається забратися трохи вище». На думку Колантоніо з Digital Trends, гра є «по-справжньому трансформаційною», оскільки розробники зуміли винайти оригінальну гру заново, додавши нові ідеї та концепції. Джез Корден із Windows Central назвав гру «приголомшливим успіхом», похваливши її виробничі якості, та наголосив на істотній різниці між оригінальною Resident Evil 4 й ремейком, використовуючи аналогію порівняння кінного возу з автомобілем Tesla. Келсі Рейнор із VG247 написала, що хоча більшість змін у ремейку є позитивними, деякі з них, як-от видалення культових моментів, розчарували. Проте, Рейнор визнала, що заміна цих моментів на сучасніші та актуальніші елементи дала ремейку можливість відзначитися, тоді як Крофт зауважив, що брак деякого контенту зробило гру більш цілісною.
Зої Гендлі з Destructoid заявила, що гра не викликає такого ж враження, як попередні ремейки Resident Evil, і, на її думку, ремейк втрачає свій потенціал після вступного сегмента, який вона назвала його найкращою частиною. Блейк Гестер із Game Informer зауважив, що гра, попри всі її переваги, не передає новаторства оригіналу і більше є його доопрацюванням, ніж переосмисленням. Річ Стентон із PC Gamer висловив думку, що ремейк обмежений спадщиною оригіналу й позбавлений його унікальних особливостей, будучи занадто «згладженим». Він також зауважив, що гра стає дедалі умовнішою в міру проходження, перетворюючись на звичайний «коридорний шутер», написавши: «Там, де в оригіналі відчувався простір, тут відчувається тіснота». Джессіка Кондітт з Engadget написала, що в порівнянні з попередніми ремейками серії, гра здається незавершеною або «щонайменше, невитонченою», визнавши її «місивом незадоволеної ностальгії та розчарування. Гра не жахлива, але й не ідеальна».
Рейнор із VG247 назвала оновлення наративу найбільш винятковим елементом гри, відзначивши розвиненіші сюжетні лінії та персонажів, а Трістан Оґілві з IGN заявив, що сюжет у ремейку перевершує оригінальну кампанію практично у всіх аспектах. Індовіна з GameSpot зазначив, що Леон став більш різнобічним персонажем, що додало сюжетного контексту і зв'язку з подіями в Resident Evil 2, тоді як взаємодії Леона та Ешлі стали збалансованішими. Колантоніо з Digital Trends написав, що персонажі в ремейку є більш опрацьованими, завдяки чому сюжет став глибшим та емоційнішим. Крім того, він відзначив зміни в Ешлі, яка більше не виглядає «безпорадною дурепою, що потрапляє в очевидні пастки, немов жертва в підлітковому слешері». Едвард Сміт із PCGamesN також відзначив поліпшення в персонажі Ешлі, але висловив думку, що вона досі розглядається як «річ, яку [гравець] мусить захищати», вказуючи на поблажливе та заступницьке ставлення ремейку до жіночого персонажа. Гестер із Game Informer написав, що в ремейку сюжетні повороти стали послідовнішими, а Стентон із PC Gamer і Клепек із Vice вказали на поліпшення діалогів. Корден із Windows Central вважав, що розробники згаяли можливість зробити сюжетну історію більш обґрунтованою і правдоподібною, тоді як Аойф Вілсон з Eurogamer здалося, що деякі сегменти в другій частині гри були не дуже вдалими.
Маквертор із Polygon написав, що оновлений ігровий процес із такими новими механіками, як ухилення і стелс, привніс у гру більше динаміки, зробивши бойові сутички захопливішими. Сміт із PCGamesN також похвалив сутички, назвавши їх «видовищно хореографічними», і зазначив, що гравець має більше свободи дій. Колантоніо з Digital Trends позитивно оцінив оновлену бойову механіку, включно зі стрільбою та ближнім боєм, наголосивши, що ці зміни зробили бої напруженішими та плавнішими. Оґілві з IGN похвалив оновлення системи поліпшення зброї та написав, що темп ігрового процесу був «підтягнутий до тієї точки, коли майже жодна хвилина не витрачена даремно». Енді Робінсон із Video Games Chronicle відзначив оновлене управління, вказавши на його поліпшення в порівнянні з попередніми ремейками Resident Evil. Стентон із PC Gamer похвалив поліпшений штучний інтелект ворогів, тоді як Вілсон з Eurogamer схвально відгукнулася стосовно перероблених короткочасних подій, визнавши їх зручнішими. Крім того, вона похвалила побічні квести, описавши їх як «приємний асортимент завдань», а Джин Парк із The Washington Post написав, що квести були «елегантно» додані до оригінальної лінійної структури. Кіт Стюарт із The Guardian висловив деякі сумніви щодо квестів, зазначивши, що вони здаються зайвими й можуть зменшити загальну напругу, що негативно позначається на зануренні в ігровий процес.
Леон Гарлі з GamesRadar+ позитивно оцінив бойові сутички загалом, але зазначив, що ближній бій у вузьких середовищах із безліччю ворогів може розчарувати через повільність протагоніста. Кондітт з Engadget написала, що попри збалансованість ігрового процесу у вступній частині, у міру проходження він стає «незграбним». Крім того, вона розкритикувала управління, механіку ухилення і повільні анімації, а також припустила, що розробники знехтували модернізацією Леона. Корден з Windows Central висловив критику стосовно штучного інтелекту Ешлі, стверджуючи, що той залишився на рівні оригіналу, через що сегменти за її участю виглядають недоречними в порівнянні з іншими елементами ремейку. Маквертор із Polygon назвав головоломки «поверхневими», тоді як Стентон із PC Gamer написав, що видалені короткочасні події позбавили гру моментів драми й небезпеки. Мак Ешворт із GameRevolution розкритикував деякі бої з босами та висловив розчарування відсутністю режиму «Найманці» в момент випуску ремейку. Крофт із Push Square позитивно відгукнувся щодо застосування можливостей контролера DualSense, тоді як Олівер Макензі з Eurogamer повідомив про проблеми з управлінням на консолях.
Колантоніо з Digital Trends високо оцінив візуальне оформлення, зокрема динамічне освітлення та підвищену деталізацію, і назвав ремейк однією з найкрасивіших ігор для консолей дев'ятого покоління. Стюарт із The Guardian схвально відгукнувся щодо дизайну рівнів, зауваживши, що той відображає знання всієї серії. Ендрю Вебстер із The Verge написав, що візуальний аспект у поєднанні з оновленим ігровим процесом покращив враження, попри деякі невідповідності з оригінальним дизайном рівнів. Стентон із PC Gamer зазначив, що однією з головних переваг ремейку є реалістичний дизайн ворогів, водночас Ешворт із GameRevolution вказав на повторюваність у їхньому дизайні. На думку Індовіни з GameSpot, візуальне оформлення стає менш різноманітним у міру проходження. Корден із Windows Central похвалив технологію трасування променів у ремейку, назвавши її реалізацію найкращою серед сучасних ігор у плані низького впливу на продуктивність. Він додав, що технічна складова в поєднанні з візуальним оформленням «доповнюють одна одну з оркестровою точністю». Корден, як і Крофт із Push Square, помітив наявність незначних візуальних ґлітчів. Ешворт заявив про зменшення частоти кадрів і зависання при увімкненні таких графічних опцій на PlayStation 5, як трасування променів і деталізація волосся. Макензі з Eurogamer вказав на проблеми з якостю зображення на PlayStation 5, назвав трасування променів «дуже обмеженим», а також розкритикував реалізацію відображень в екранному просторі. Деякі оглядачі похвалили звуковий дизайн, тоді як Крофт заявив, що той сприяє створенню більшого напруження в нічних локаціях і такий же якісний, як і візуальна складова.

#### Resident Evil 4: Separate Ways
| Агрегатор  | Платформа | Оцінка |
| ---------- | --------- | ------ |
| Metacritic |           |        |
| PS5        | 88/100    |        |
| Win        | 89/100    |        |
| XSXS       | 89/100    |        |
| OpenCritic |           |        |
| Н/Д        | 96 %      |        |

| Видання       | Платформа | Оцінка |
| ------------- | --------- | ------ |
| Destructoid   |           |        |
| PS5           | 8.5/10    |        |
| Game Informer |           |        |
| PS5           | 8.75/10   |        |
| GameSpot      |           |        |
| PS5           | 8/10      |        |
| IGN           |           |        |
| PS5           | 9/10      |        |
| PCMag         |           |        |
| Win           | 4.5/5     |        |
| Push Square   |           |        |
| PS5           | 8/10      |        |

Доповнення Separate Ways отримало «загалом схвальні» відгуки за даними Metacritic. OpenCritic позначив 96 % оглядів як такі, що рекомендують доповнення. Оглядачі похвалили ремейк Separate Ways за його темп, а також оновлену наративну складову та ігровий процес. Закері Куевас із PCMag назвав доповнення «чудовим додатком» до основної гри, а Крофт із Push Square порівняв його зі збіркою найкращих хітів. Крім того, він похвалив «значну» кількість контенту й зазначив, що проходження доповнення дорівнює тривалості ремейку Resident Evil 3. Індовіна з GameSpot написав, що ремейк Separate Ways не є другорядним доповненням, яким був оригінал, і робить основну гру більш цілісною. Водночас він додав, що деякі оновлені моменти здалися йому менш вдалими, ніж інші. Маквертор із Polygon, хоч і зазначів у Separate Ways елементи, які здалися йому повторюваними та не повністю реалізованими, усе ж визнав його прикладом для майбутніх доповнень серії Resident Evil.
Брендан Ґребер з IGN високо оцінив оновлену історію Ади, назвавши її більш правдоподібною, і відзначив підхід розробників до реалізації локацій з основної гри. Індовіна з GameSpot також похвалив історію, підкресливши, що ремейк Separate Ways краще розкриває загальну сюжетну історію, як і Маквертор із Polygon, який висловив думку, що доповнення «істотно покращує сюжет і вагомість історії Ади». Деякі оглядачі позитивно відгукнулися щодо використання контенту, який не потрапив до ремейку основної гри, тоді як Кріс Картер із Destructoid назвав цей аспект «головною секретною зброєю» доповнення. Куевас із PCMag розкритикував Лілі Ґао за її озвучування Ади, яке Маквертор охарактеризував як «скуте і неприродне». Водночас Індовіна не погодився з цим, похваливши Ґао й назвавши її виконання «приземленим [... і] таким, що вирізняється з-поміж мелодраматичності інших акторів».
Крофт із Push Square відзначив нові ігрові механіки, включно з гаком-пістолетом і сканером місцевості. На думку Індовіни з GameSpot, завдяки цим механікам доповнення набуло «шпигунської естетики», тоді як Ада отримала необхідну їй індивідуальність, ставши «тією самою вправною та спритною шпигункою, про яку нам завжди торочили». Ґребер з IGN високо оцінив перероблені сутички та босів. Куевас із PCMag описав бої з босами як «одні з найнапруженіших» у серії, а Індовіна написав, що деякі бої в доповненні перевершили ті ж бої з основної гри.

### Продажі
У перші два дні після випуску кількість продажів Resident Evil 4 перевищила три мільйони копій, що є найкращим результатом серед ремейків серії. На другий тиждень продажі сягнули чотирьох мільйонів, зробивши гру другою найшвидше продаваною в серії після Resident Evil 6 (2012). У Японії Resident Evil 4 стала найбільш продаваною роздрібною грою в тиждень випуску, маючи 85 і 90 тисяч проданих копій для PlayStation 4 та PlayStation 5 відповідно. Вона була першою за кількістю завантажень грою для PlayStation 5 у Північній Америці та Європі в місяць випуску; версія для PlayStation 4 посіла п'яту й дев'яту позначку в цих регіонах відповідно. У квітні ремейк опустився на сьоме й восьме місце серед найбільш завантажуваних ігор для PlayStation 5 у Північній Америці та Європі відповідно. Того ж місяця версія для PlayStation 4 опустилася на вісімнадцяте місце в Північній Америці, тоді як версія для PlayStation 5 опустилася на те ж місце в тому ж регіоні в травні. У вересні, після випуску доповнення Separate Ways, ремейк став одинадцятою і вісімнадцятою за кількістю завантажень грою для PlayStation 5 в Європі та Північній Америці відповідно. Станом на березень 2024 року було продано понад 7 мільйонів копій гри.

### Нагороди
Resident Evil 4 була відзначена нагородою за видатні досягнення на Japan Game Awards та нагородою за найкращу гру для PlayStation на Golden Joystick Awards. Крім того, вона здобула нагороду за найкращий ремейк на New York Game Awards. Вона також була номінована в категорії «Гра року» на Golden Joystick Awards, The Game Awards і The Steam Awards. Resident Evil 4 потрапила до списків найкращих ігор 2023 року від видань Mashable (4-те місце), Time (5-те місце), Empire (6-те місце), Vulture (8-ме місце), Rolling Stone (9-те місце) та багатьох інших.
| Нагорода               | Дата              | Категорія                       | Результат | Прим.           |
| ---------------------- | ----------------- | ------------------------------- | --------- | --------------- |
| The Game Awards        | 8 грудня 2022     | Найочікуваніша гра              | Номінація | [ 135 ]         |
| The Game Awards        | 7 грудня 2023     | Гра року                        | Номінація | [ 119 ]         |
| The Game Awards        | 7 грудня 2023     | Найкращий звуковий дизайн       | Номінація | [ 119 ]         |
| The Game Awards        | 7 грудня 2023     | Найкращий пригодницький бойовик | Номінація | [ 119 ]         |
| Golden Joystick Awards | 20 листопада 2023 | Найкраща гра року               | Номінація | [ 116 ]         |
| Golden Joystick Awards | 20 листопада 2023 | Найкраща гра для PlayStation    | Перемога  | [ 116 ]         |
| Japan Game Awards      | 21 вересня 2023   | Нагорода за визначні досягнення | Перемога  | [ 115 ]         |
| New York Game Awards   | 23 січня 2024     | Найкращий ремейк                | Перемога  | [ 117 ] [ 118 ] |
| New York Game Awards   | 23 січня 2024     | Найкраще доповнення             | Номінація | [ 117 ] [ 118 ] |
| The Steam Awards       | 2 січня 2024      | Гра року                        | Номінація | [ 120 ] [ 121 ] |
| The Steam Awards       | 2 січня 2024      | Розкішний сюжет                 | Номінація | [ 120 ] [ 121 ] |